# Gerhard Kleining

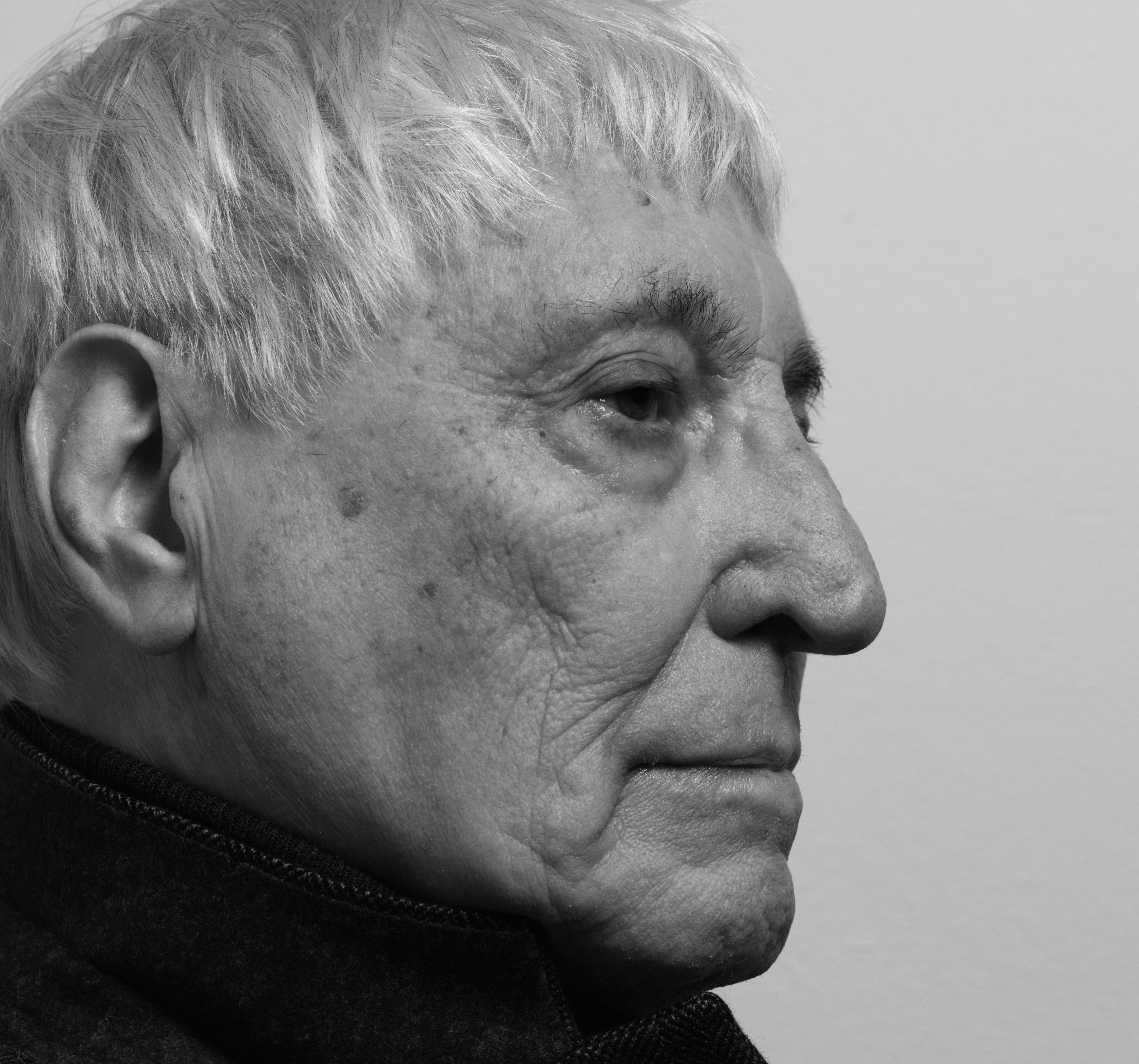
Gerhard Kleining (2009)

Gerhard Kleining (* 22. Juni 1926 in Nürnberg; † 21. Juli 2022) war ein deutscher Soziologe. Er war der Begründer der qualitativ-heuristischen Sozialforschung. Von 1976 bis 1993 war er Professor für Allgemeine Soziologie an der Universität Hamburg.

## Biografie
Gerhard Kleining wurde, ohne das Abitur abgelegt zu haben, während des Zweiten Weltkrieges 1944 mit knapp 18 Jahren als Soldat zur deutschen Wehrmacht eingezogen. Im Mai 1945 geriet er zu Kriegsende in amerikanische Gefangenschaft, aus der er nach vier Monaten entlassen wurde. Von 1945 bis 1948 studierte er an der Universität Erlangen mit einer Sondergenehmigung Kunstgeschichte im Hauptfach sowie Anglistik und Psychologie im Nebenfach. 1949 wurde er in Kunstgeschichte mit einer Arbeit über Veränderungen im mitteleuropäischen Baustil zwischen den Jahren 1050 und 1350 promoviert.
Nach privaten Aufenthalten in der Schweiz und Italien erhielt er Ende 1949 eine Anstellung bei Siemens in der damals noch sehr kleinen Werbeabteilung. 1954 wechselte er zum Konzern Reemtsma Cigarettenfabriken. Dieser schickte ihn zunächst auf eine halbjährige Forschungsreise in die USA, um die dortige, in Deutschland noch weitgehend unbekannte, empirische Sozialforschung umfassend kennenzulernen. Auf diese Weise kam er in Kontakt mit den bekanntesten amerikanischen Soziologen und Sozialpsychologen. Mit Harriett B. Moore ergab sich daraus eine langjährige wissenschaftliche Kooperation. Zurück in Deutschland wurde Gerhard Kleining 1955 Leiter der Marktforschung von Reemtsma, eine Position, die er bis zu einer Berufung als Professor 1976 an die Universität Hamburg innehatte.
Er verstarb am 21. Juli 2022, kurz nach seinem 96. Geburtstag.

## Wissenschaftliche Laufbahn
Obwohl er an seiner Arbeitsstelle in der Wirtschaft überwiegend mit kommerzieller, angewandter Marktforschung befasst war, fand er auch immer wieder Zeit zu grundlegenden soziologischen und sozialpsychologischen Analysen. Seine wissenschaftlichen Hauptthemen, zu denen er in den fünfziger und sechziger Jahren publizierte, waren soziales Image und Sozialstruktur. Nachdem er in der industriellen Marktforschung sowohl qualitative als auch quantitative Studien durchgeführt hatte, konzentrierte er sich in Forschung und Lehre an der Universität auf die qualitative Sozialforschung. 1982 publizierte er seinen grundlegenden Aufsatz „Umriss zu einer Methodologie qualitativer Sozialforschung“ in der Kölner Zeitschrift für Soziologie und Sozialpsychologie. Dieser Aufsatz enthält die qualitative Heuristik als systematische Methodologie für die qualitative empirische Sozialforschung. Zweites Standbein seiner akademischen Tätigkeit in Hamburg war die Beschäftigung mit Dialektik in Philosophie und Soziologie. Er gab Vorlesungen und Seminare zu Georg Wilhelm Friedrich Hegel und Karl Marx sowie zur Theorie der Frankfurter Schule. Seit seiner Pensionierung widmet er sich gemeinsam mit einer Gruppe von Hamburger Soziologen und Psychologen der Wiederaufnahme und der Verfeinerung der Introspektion als qualitativer Erkenntnismethode unter dem Namen dialogische Introspektion.

## Qualitativ-heuristische Sozialforschung
Kleining beschreibt das Vorgehen in der qualitativen Sozialforschung mit vier grundlegenden Regeln: Offenheit der Forschungsperson, der Forschungsgegenstand ist erst am Ende des Forschungsprozesses bekannt, maximale strukturelle Variation der Perspektiven und Analyse auf Gemeinsamkeiten. Sein Ansatz ist einerseits eine Fortführung zweier klassischer Richtungen der deutschen Denkpsychologie, der qualitativen Methoden der Würzburger Schule (Karl Bühler, Oswald Külpe) und der Berliner Schule der Gestaltpsychologie (Max Wertheimer, Wolfgang Köhler). Andererseits ist seine Methodologie aber auch als Weiterentwicklung der Konzepte der Grounded Theory (Anselm L. Strauss, Barney Glaser) zu verstehen, mit erkenntnistheoretischen Begründungen aus der Dialektik von Hegel.

## Wissenschaftliche Bedeutung
Nachdem seit dem Zweiten Weltkrieg in der Psychologie und den Sozialwissenschaften in Deutschland nahezu dreißig Jahre quantitative Methoden die akademische Diskussion beherrschten, kam es, auch unter dem Einfluss gesellschaftskritischer Strömungen in den Sozialwissenschaften und der Psychologie, zu einer gewissen Renaissance qualitativer Methoden in den 1980er Jahren. Gerhard Kleining lieferte mit seinem programmatischen Umriss-Aufsatz von 1982 dabei einen der ersten und wichtigsten Impulse für diese neuen Ansätze qualitativer Sozialforschung in der akademischen Forschung und Lehre. Damit leistete er einen wesentlichen Beitrag zu ihrer institutionellen Etablierung im deutschen Sprachraum. Zu seinem 77. Geburtstag erschien 2003 eine Festschrift, zu der seine wichtigsten Schüler und Mitarbeiter Beiträge verfassten. Sein engster Mitarbeiter an der Universität Hamburg war der Soziologe Gerhard Stapelfeldt.

## Lebensweltforschung
Seit den 1990er Jahren beschäftigte sich Gerhard Kleining mit den Lebenswelten, einer Segmentation der Bevölkerung nach typischen Lebensumständen bzw. Lebenslagen. Sie ergänzen Konzepte der sozialen Schichtung mit dem dynamischen Aspekt der zeitlichen Abfolge von Lebensphasen wie sie durch soziale Institutionen geprägt sind. „Familien-, Bildungs- und Arbeitsorganisation geben den Rahmen ab für die unterschiedlichen Lebensformen, die Menschen im Laufe ihres Lebens eingehen. Menschen werden ausgebildet, legen Prüfungen ab, verrichten Erwerbsarbeit, heiraten, ziehen Kinder auf, treten in den Ruhestand.“ [siehe Kleining et al. 2006, S. 213]

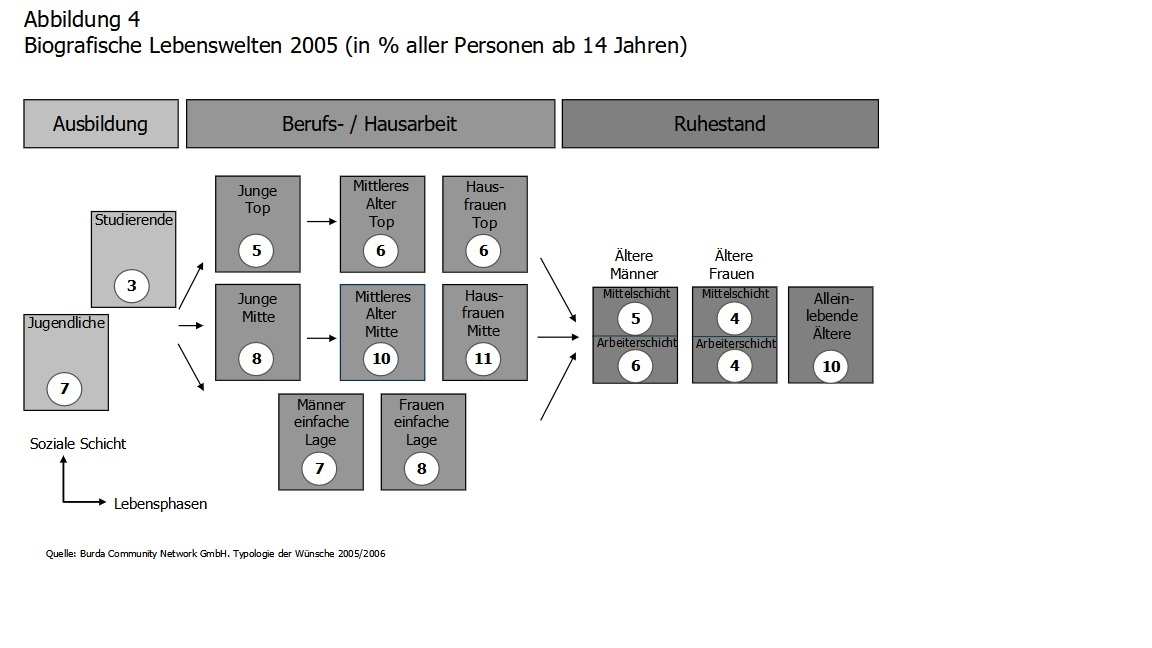
BiografischeLW

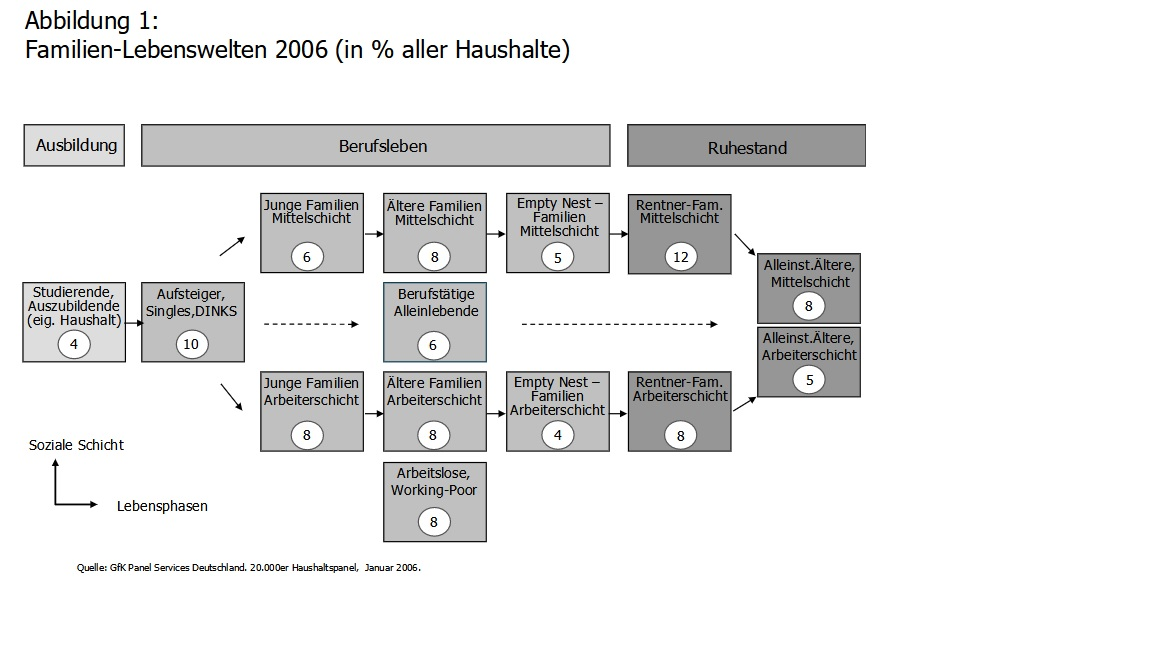
FamilienLW

Entwickelt wurden zunächst die Biografischen Lebenswelten als Segmentation von Personen anhand von Clusteranalysen großer Datensätze [Krotz, 1990] und der Typologie der Wünsche (TdW).
Die Biografischen Lebenswelten differenzieren z. B. gut das Interesse an verschiedenen Zeitschriftenthemen, die Anschaffungsneigung und das Sparverhalten.
Mit Daten des GfK-Haushaltspanels und der TdW wurden schließlich anhand von Clusteranalysen die Familien-Lebenswelten als Segmentation von Haushalten ermittelt.
Die Familien-Lebenswelten berücksichtigen die Haushaltszusammensetzung (z. B. ob Kinder im Haushalt sind, ob es sich um Ein- oder Mehrpersonenhaushalte handelt) und analog zu den Biografischen Lebenswelten auch die soziale Schicht und die Lebensphasen (Ausbildung, Beruf, Ruhestand). Sie differenzieren sehr gut das Haushaltsnettoeinkommen aber auch z. B. Preis- und Markenbewusstsein und etliche Aspekte des Kaufverhaltens. Die Abbildungen stammen aus Kleining et al. 2006.
Die Lebenswelten werden in einigen Marktforschungsinstrumenten als Segmentation eingesetzt (z. B. im GfK-Verbraucherpanel und in der Typologie der Wünsche später aufgegangen in der b4p – Best for Planning).

## Publikationen (Auswahl)
- Umriss zu einer Methodologie qualitativer Sozialforschung, in: Kölner Zeitschrift für Soziologie und Sozialpsychologie, Jg. 34,1982, S. 224–253: urn:nbn:de:0168-ssoar-8619
- Lehrbuch entdeckende Sozialforschung. Von der Hermeneutik zur qualitativen Heuristik. Beltz, Psychologie VerlagsUnion, Weinheim 1995, ISBN 3-621-27285-2.
- Qualitativ-heuristische Sozialforschung. Schriften zur Theorie und Praxis. Fechner, Hamburg 1994, ISBN 3-929215-02-0.